# Inuit-Kunst

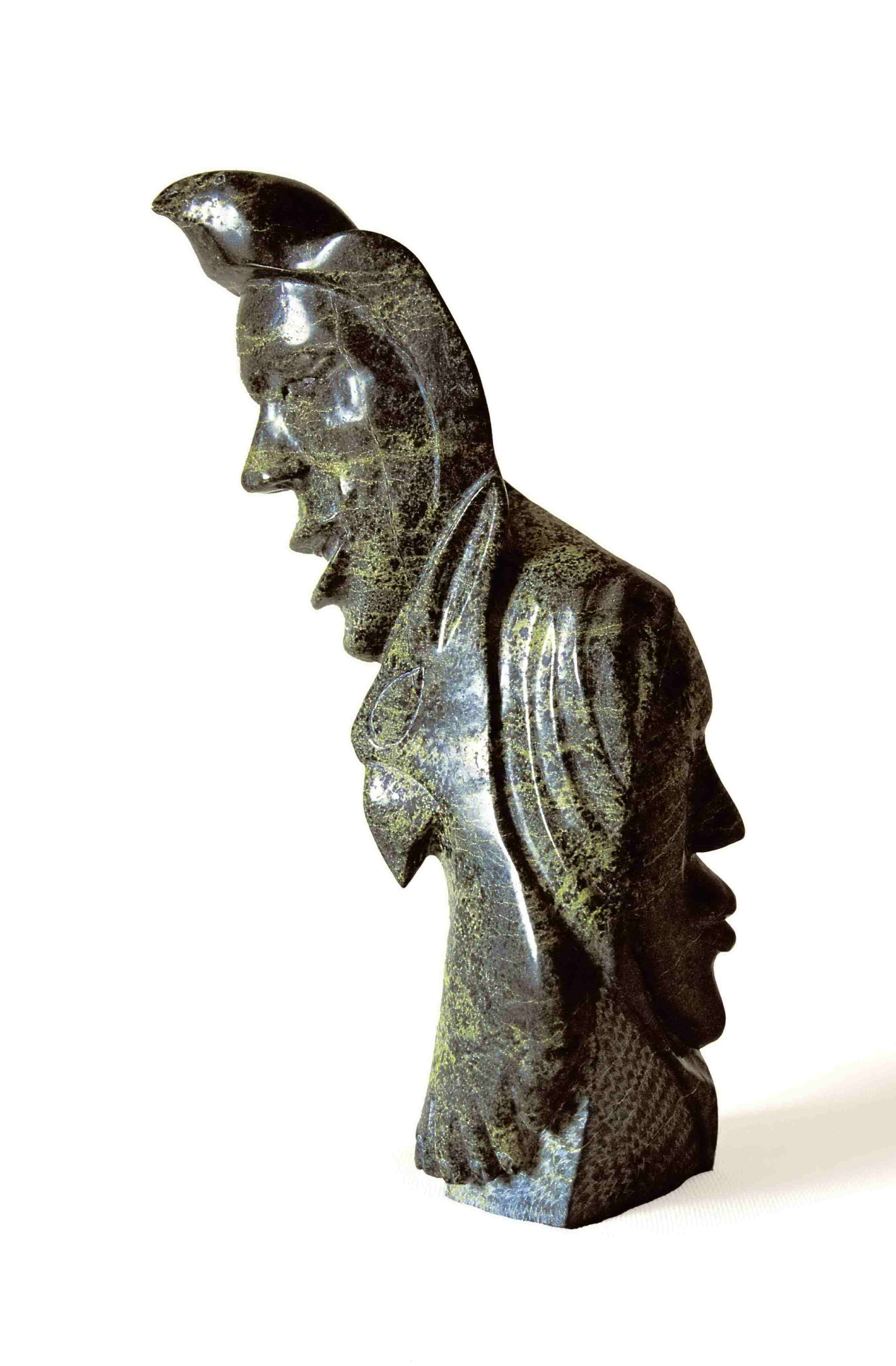
Kellypalik Qimirpiq (1948–2017, Cape Dorset): Gesichter (1997)

Der Begriff Inuit-Kunst umschreibt die künstlerischen Aktivitäten kanadischer Inuit, die um die Mitte des 20. Jahrhunderts begannen und in der Folgezeit auf dem internationalen Kunstmarkt einen eigenen Sektor eroberten, den Sektor „Zeitgenössische kanadische Inuit-Kunst“. Vor dieser Zeit von den Inuit geschaffene künstlerische Gegenstände, die überwiegend als „funktionsbezogene Kunst“ einzustufen sind, werden dagegen im Allgemeinen der Ethnologie oder Völkerkunde zugeordnet, und sie sind dementsprechend vor allem in deren Sammlungen zu finden.

## Funktionsbezogene Kunst

### Skulpturelle Arbeiten

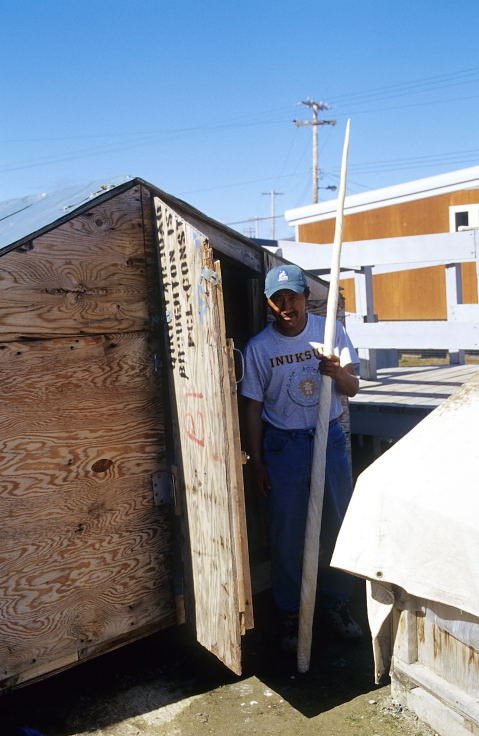
Inuit-Künstler Tony Atsaniq (* 1960) mit Narwalzahn (Qikiqtarjuaq 2001)

Solange die Inuit als Nomaden lebten, konnten sie sich künstlerische Aktivitäten nur erlauben, wenn diese keine Transportprobleme nach sich zogen. Daher schufen sie praktisch keine Kunstgegenstände nur um der Kunst willen („l’art pour l’art“); sie besaßen auch kein Inuktitut-Wort für Kunst. Wenn sie sich auf diesem Gebiet betätigten, dann galt das meist dem Verzieren von Gegenständen des täglichen Lebens mit ästhetischen Dekorationen. Diese Art von Design ist jedoch eher kunsthandwerklichem und weniger künstlerischem Gestalten zuzurechnen, selbst wenn die Inuit dabei neben traditionellem technischem Können auch gutes geschmackliches Gefühl bewiesen.
Für solche funktionsbezogene künstlerische Arbeiten kamen bei den isoliert von der übrigen Welt lebenden Inuit naturgemäß nur in der Arktis vorhandene Materialien in Betracht, also in erster Linie Serpentin („Schlangenstein“, Steatinit) und Serpentinit (Serpentinschiefer), seltener das sehr weiche Steatit („Speckstein“ oder Talk). Auch Materialien tierischen Ursprungs wie Karibugeweihteile und (je nach Vorkommen der Tiere) Elfenbein von Walrosszähnen und Narwalstoßzähnen sowie Wal- und Walrossknochen fanden Verwendung. Tierfelle wurden durch Schabetechniken verziert.

### Zeichnerische Arbeiten
Von der Zeit vor den ersten Begegnungen mit den Weißen im 16. Jahrhundert, der „Prä-Kontakt-Zeit“, bis weit ins 20. Jahrhundert ließ ihre Kosmologie die Inuit an eine magische Kraft des Zeichnens glauben, der zufolge aus einem Bild durch den Zeichenakt allein Realität werden konnte. Zeichnen im Schnee oder z. B. auf reifbedeckten Flächen war tabuisiert und demgemäß Kindern streng verboten.
Offenbar hat jedoch die Aufforderung von Weißen, bestimmte Fakten oder Zustände zeichnerisch darzustellen (z. B. Landkarten zu skizzieren), dieses Tabu durchbrochen, zumal nun auch erstmals völlig neue Materialien – Papier und Zeichenstifte – zur Verfügung standen. Erzählendes Steinschnitzen und Zeichnen, eine bis heute geübte Kunst des Erinnerns an persönliche Erfahrungen des Künstlers, die eigentliche Kunst der „Post-Kontakt-Zeit“ fand hier ihren Ursprung, ohne allerdings sofort greifbare Realität (Schaffung von Kunstwerken) zu werden.

### Kunsthandwerkliche Arbeiten

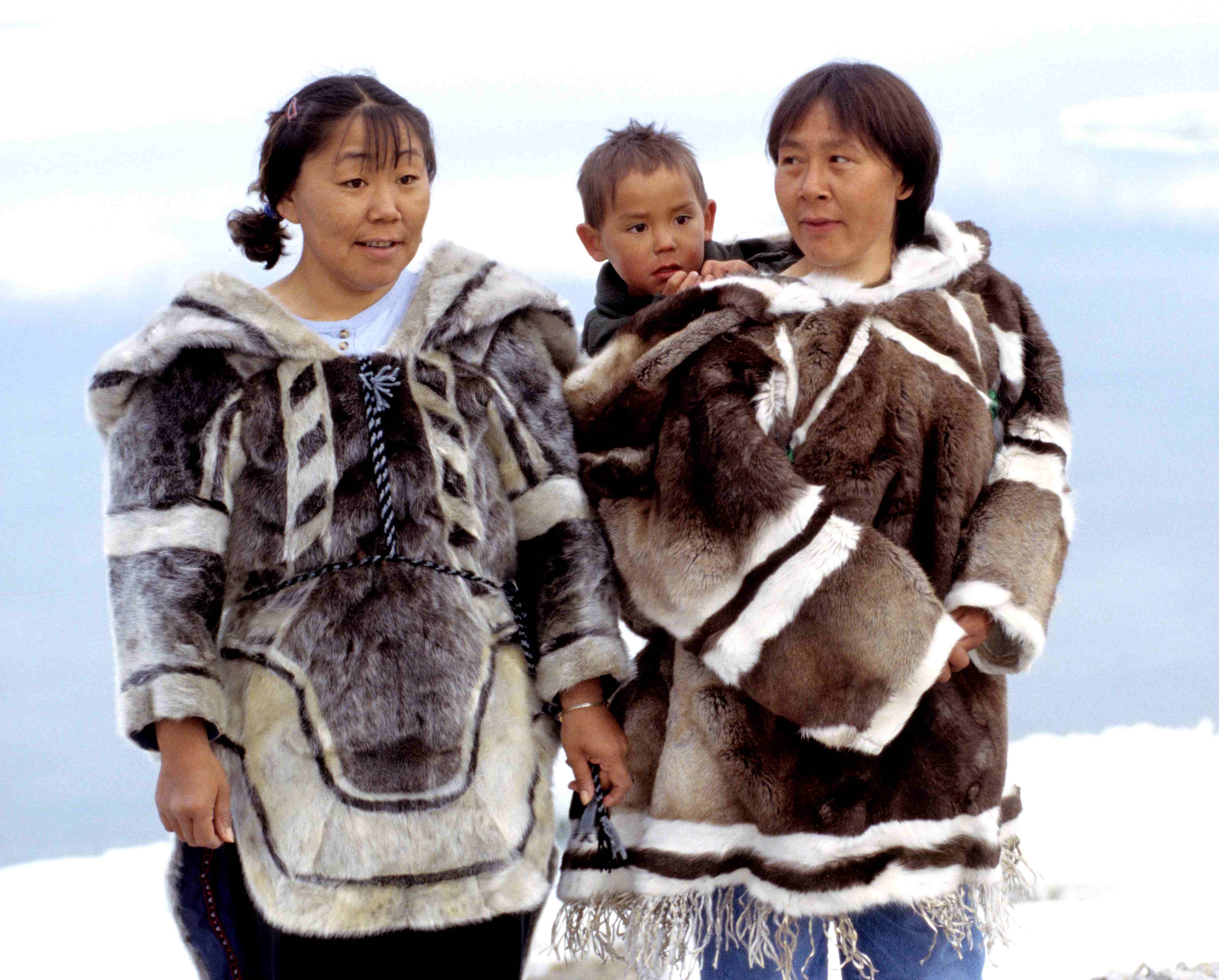
Traditionelle Inuit-Bekleidung; links Amauti (Frauen-Parka) aus Robbenfell, rechts aus Karibufell (Iglulik-Region)

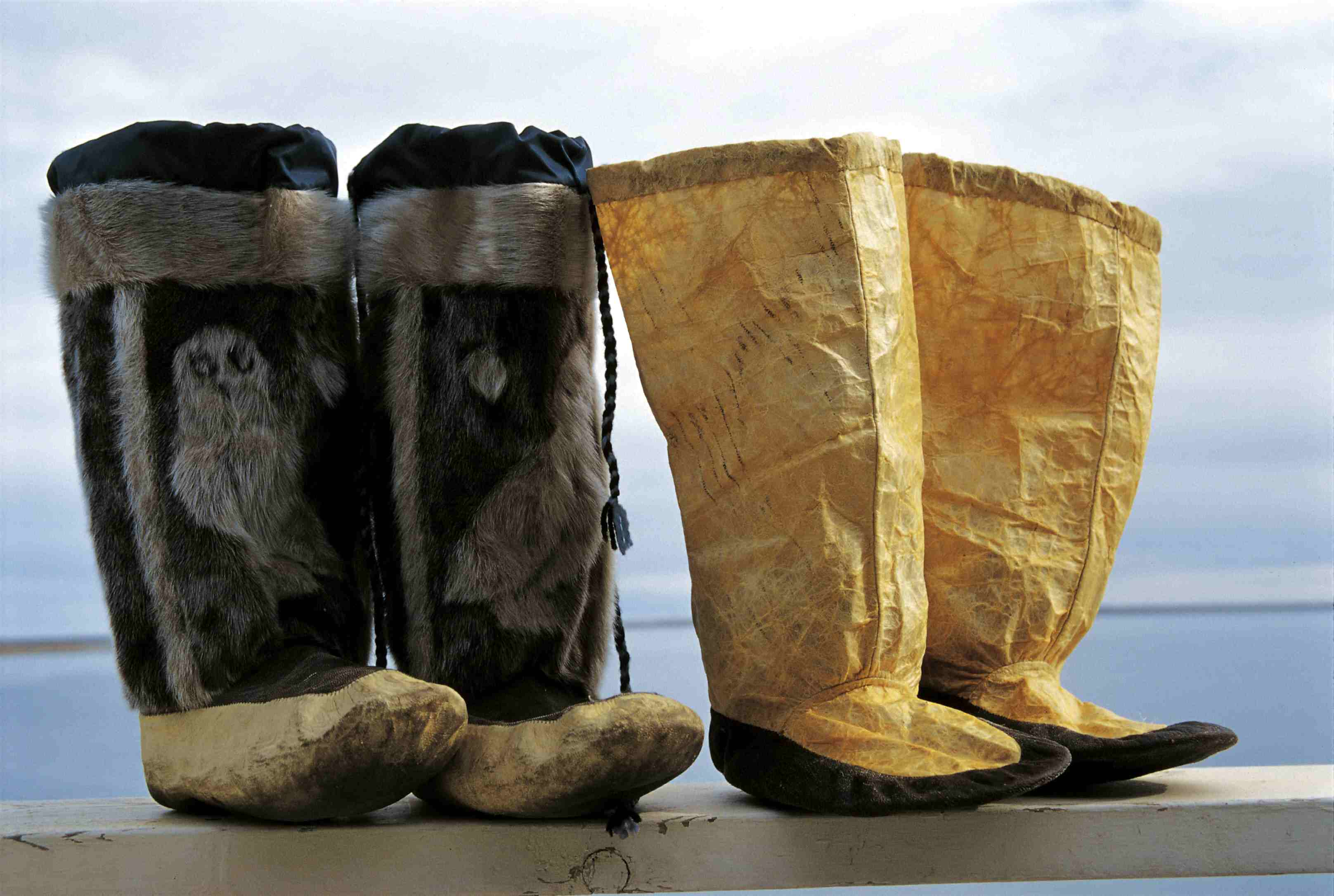
Rachel Uyarasuk (1914–?, Iglulik): Inuit-Stiefel

In den Inuit-Camps gehörte es bis weit in das 20. Jahrhundert hinein zu den typischen Aufgaben einer Frau, Bekleidung auf traditionelle Weise aus Tierhäuten und Fellen herzustellen, in vielen Sommercamps wird diese Tradition noch heute gepflegt. Um Farbdifferenzierungen zu erhalten, wurden die Tierhäute unterschiedlichen Bearbeitungen unterworfen. Durch Abschaben oder Schneiden der Fellhaare gelang es, die gewünschte Wirkung noch hervorzuheben. Bei Robbenfellen entstanden Schatten- und Farbeffekte dadurch, dass das Haar unterschiedlich kurz geschoren wurde. Auch nähte man ausgeschnittene Lederteile auf das eigentliche Kleidungsstück oder fügte sie in Aussparungen ein. Auf gleiche Weise wurden allerlei Felltaschen verziert.
Mit den Walfängern, Forschern und Missionaren waren spätestens seit der Wende zum 20. Jahrhundert Wolle und Baumwolle in die Arktis gelangt. Als dann die Hudson’s Bay Company (HBC) ihre Handelsposten einrichtete, versetzte das die Inuit-Frauen in die Lage, alle möglichen Nähwaren im Tauschhandel zu erwerben. Es dauerte nicht lange, dann waren auf den Handarbeiten reiche Verzierungen mit bunten Wollfäden und Glasperlen zu finden; das Stickereimaterial aus dem Süden hatte die Phantasie angeregt und ganz neue Impulse gesetzt.
Traditionelle Kleidungsstücke der Inuit waren bei Besuchern der Arktis sehr beliebt, und sie fanden rasch Abnehmer. Sie wurden nicht nur hier im Norden ihrem Zweck entsprechend getragen: Ihre Besitzer brachten sie vor allem auch als Souvenirs mit in den Süden und sorgten so dafür, dass Inuit-Handarbeiten allgemein bekannt wurden. Mit den Jahren, in denen sich das Transportwesen in die arktischen Gebiete ständig verbesserte, wuchs auch das Interesse des breiten Handels an solchen Handarbeiten, vor allem an Kamik (Fellstiefeln), Handschuhen und Amauti (Frauen-Parkas). Auch Tragetaschen und Wandbehänge aus Robbenhaut und kunstvolle Puppen aus verschiedensten Materialien wurden von den Frauen für den Verkauf hergestellt und mit Glasperlenstickerei oder traditionellen Designs geschmückt.

### Umwelteinflüsse
Welche Auswirkungen Umwelteinflüsse auf das künstlerische Verhalten der Inuit ausübten, zeigt sich z. B. daran, dass sich im Laufe des 19. Jahrhunderts mit dem Verschlechtern der klimatischen und damit zugleich der Überlebensbedingungen auch die technischen Standards und jegliche Art künstlerischer Ausdrucksweise der Inuit rückläufig entwickelten. Schnitzereien und Dekorationen an Gebrauchsgegenständen wurden nun wesentlich seltener und deutlich weniger differenziert durchgeführt als zuvor.

## Zeitgenössische Kunst– Anfänge im 20. Jahrhundert
Bei solcher Vorgeschichte nimmt es nicht wunder, dass die heute als charakteristisch bekannte und allgemein übliche Bildhauerkunst (Steinschnitzerei, engl. „carving“) der Inuit ihren Anfang erst gegen Ende der 1940er Jahre nahm – zu der Zeit, als die Inuit aus traditionellen Camps in feste Siedlungen zogen. Zunehmende Kontakte mit Weißen („Qallunaat“ in Inuktitut) – auch als Auftraggeber – und gezielte Förderung durch die kanadische Bundesregierung, der daran gelegen war, den Inuit andere Einkommensquellen als nur das Jagen zu erschließen, gaben den Anstoß für die neuartige Kunstrichtung.

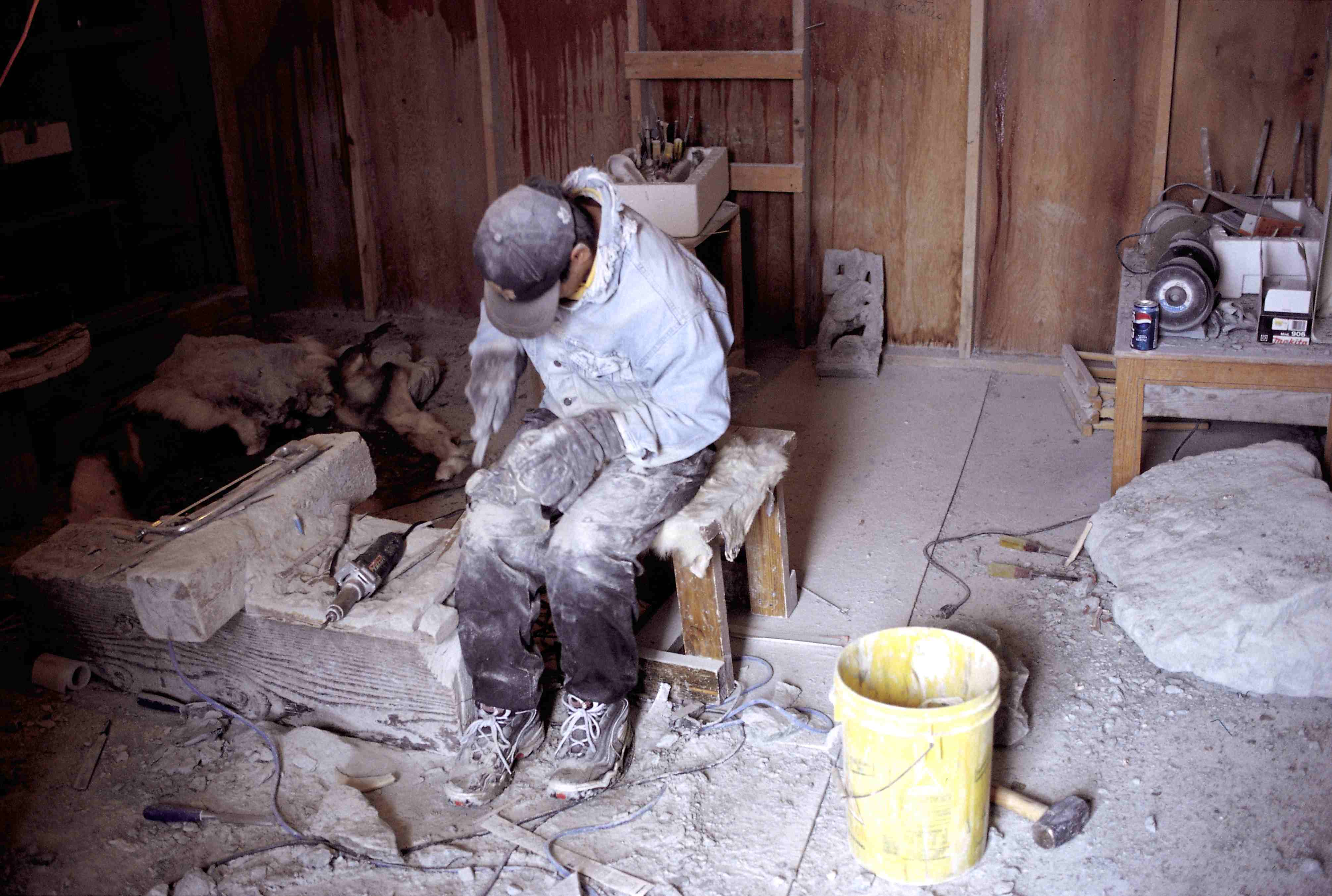
Inuit-Steinschnitzer in seiner Arbeitshütte (Napatsi Ashuna, Cape Dorset 1999)

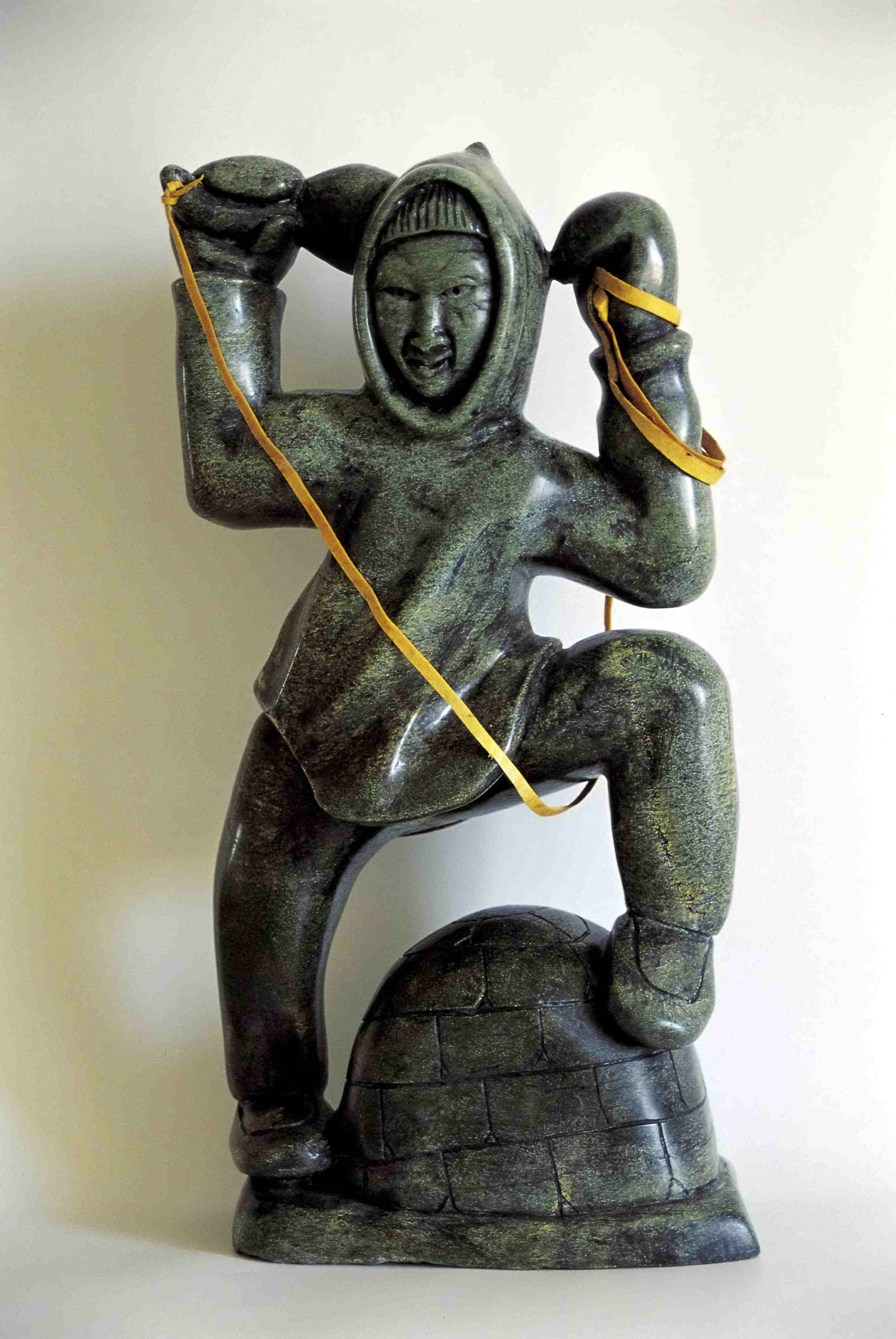
Kiugak Ashuna (1933–2014, Cape Dorset): Iglu zerstörender Riese (1999)

Wer sich mit den damals neu entfalteten Kunstformen auseinandersetzt, ist beeindruckt von deren Ursprünglichkeit, Detailgenauigkeit und Ausdruckstiefe. Inuit haben ein fast unbegrenztes, auf Erfahrung gegründetes Vertrauen in ihre schöpferischen Fähigkeiten, und ihre Einfühlsamkeit in technische Strukturen und Abläufe ist für Außenstehende verblüffend. Man mag zu Recht bedauern, dass sich die Lebensweise der Inuit in den vergangenen Jahrzehnten unter eurokanadischem Einfluss wesentlich verändert hat und dabei kaum Zeit für abfedernde Anpassung blieb. Zudem mag man beklagen, dass viele der betroffenen Menschen derzeit weder in der neuen Kultur noch in der ihrer Vorfahren heimisch sind. Etwas Außergewöhnliches hat jedoch das Aufeinandertreffen der traditionellen Kultur der Inuit mit der einer westlichen Industrienation bewirkt: eine ungeheure Dynamisierung auf künstlerischem Gebiet, einen Aufbruch mit ungeahnter Kraft.
Das wachsende Kaufinteresse an künstlerischen Arbeiten mit typischem Inuit-Charakter weckte zu Bemühungen politischer, insbesondere aber an der Vermarktung interessierter Kreise, künstlerische Talente in möglichst allen Inuit-Siedlungen zu entdecken und zu fördern. Kunst sollte zukünftig eine wichtige Rolle bei der wirtschaftlichen Wertschöpfung übernehmen. Im Laufe der Zeit bildeten sich so infolge der verhältnismäßig abgeschiedenen Lage der einzelnen Siedlungsgebiete regionale Charakteristika heraus, die insbesondere vom Vorhandensein bestimmter Rohmaterialien, aber auch von Schulung und Beratung, Geschmack und Verkaufserfolg der Künstler geprägt wurden. Den Bedürfnissen folgend entwickelt sich zunächst das herkömmlich-funktionsgebundene Gestalten weiter, vor allem als Design für traditionelle Gebrauchs- und kunstgewerbliche Gegenstände. Daneben entstehen jedoch bald auch nicht zweckgebundene, echte Kunstwerke.

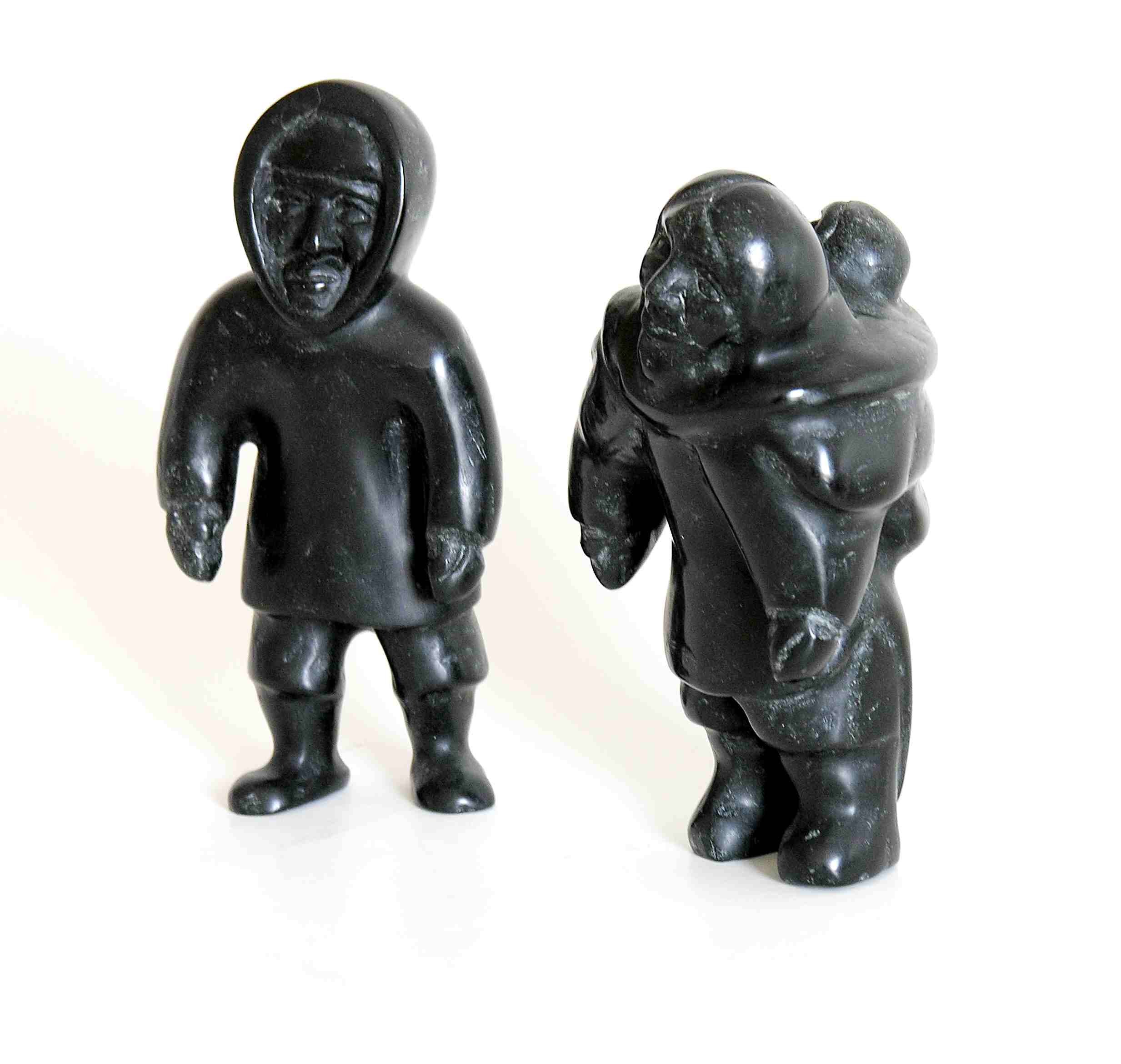
Qaunaq Mikkigak (* 1932, Cape Dorset): Mann und Mutter mit Kind (2000)

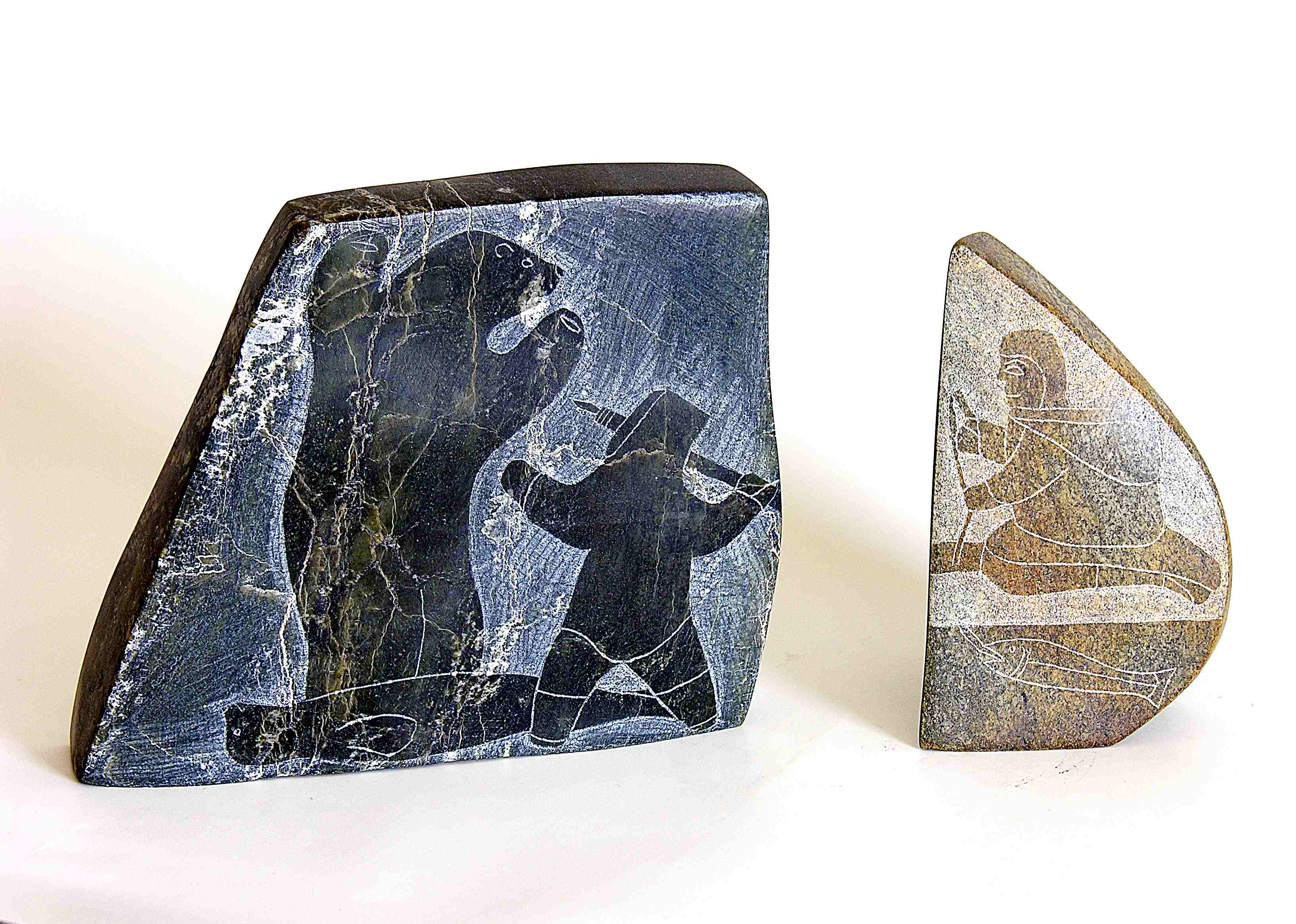
Annie Ainirlik Parr (* 1961, Cape Dorset): Steinzeichnungen (1997)

### Skulpturen

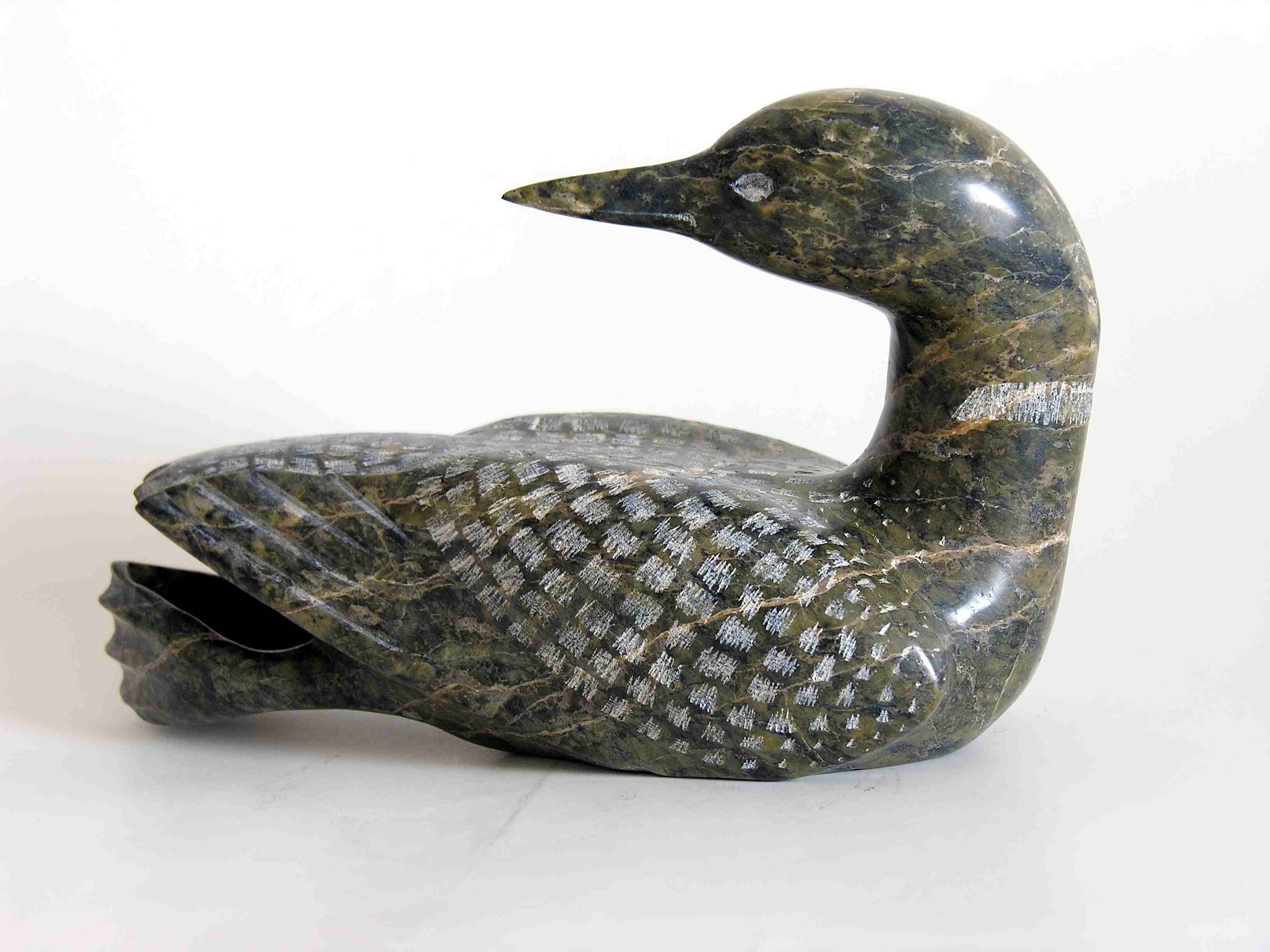
Itulu Itidluie (* 1946, Cape Dorset): Seetaucher (1998)

Dieses neue künstlerische Schaffen konzentrierte sich anfangs auf Skulpturen. Als Rohstoffe dienen vor allem traditionell verwendete, in der Arktis vorkommende Materialien: Serpentin („Schlangenstein“) und Serpentinit (Serpentinschiefer) sowie Marmor (Kalziumkarbonat), aber auch andere Gesteinsarten wie Dolomit (Kalzium-Magnesium-Karbonat) und Quarz (Siliziumdioxid) – seltener der für künstlerische Figuren zu weiche „Speckstein“ (Steatit), obwohl sich gerade diese Mineralienbezeichnung im Handel am ehesten durchgesetzt hat und sich bis heute hält. Auch Materialien tierischen Ursprungs wie Karibugeweihteile und (je nach Vorkommen der Tiere) Elfenbein von Walrosszähnen und Narwalstoßzähnen sowie Tierknochen finden nach wie vor verbreitet Anwendung. Eine Besonderheit bilden die in Rankin Inlet ausgeführten keramischen Arbeiten, die Tonminerale als Rohstoff benötigen – eine importierte Technik.
Anfangs wurden die Skulpturen in Handarbeit mit Beil, Meißel und Hammer ausgeführt; inzwischen haben sich allgemein Elektrogeräte durchgesetzt (nur manche älteren Frauen arbeiten weiterhin ohne elektrisches Werkzeug). Poliert wird mit Schleifpapieren verschiedenster Körnung.
Die Motive für die Skulpturen sind durch Tradition und Alltag der Inuit bestimmt, aber auch durch Verlockungen des Kunstmarkts. Eisbären finden derzeit besonderen Anklang, und so überwiegt zahlenmäßig deren Darstellung in immer neuen Varianten. Doch entstammen auch andere Motive der arktischen Tierwelt, etwa Robben, Karibus und Vögel. Viele Skulpturen stellen Menschen dar – Jäger, Fischer, Mutter und Kind, teils statisch-realistisch, teils narrativ (z. B. Campszenen). Breiten Raum nehmen Skulpturen ein, die auf der traditionellen animistischen Religion der Inuit beruhen, so die Darstellung von Schamanen oder von Verwandlungen (Menschen in Tiere und umgekehrt).
Das bildhauerische Schaffen der Inuit unterscheidet sich in einer Hinsicht wesentlich von dem europäischer Künstler: Bei Europäern steht das Motiv im Vordergrund; das Material (Stein, Bronze usw.) hat sich dem zu unterwerfen. Inuit sehen sich dagegen den Stein genau an, den sie zu einer Skulptur verarbeiten wollen, um ihm das Motiv zu entlocken, das in ihm verborgen ist; sie lassen sich durch das Material und dessen Form inspirieren. Wenn sie z. B. einen Gesteinsbrocken gefunden haben, der in ihren Augen einen Eisbären umschließt, dann entsteht unter ihren Händen eine entsprechende Skulptur. Anders als europäische Künstler halten Inuit-Künstler auch keines ihrer Werke bei sich vorrätig; die Skulptur wird unmittelbar nach Fertigstellung zur Kooperative oder zu einem ortsansässigen Händler gebracht, damit sie sich so rasch wie möglich in barer Münze auszahlt. Kunst dient dem Geldverdienen, nicht der Selbstverwirklichung.

### Zeichnungen und Drucke
Zu Anfang der 1950er Jahre waren die für den allgemeinen Verkauf bestimmten Objekte hinsichtlich ihrer Art und Herstellungstechnik noch ganz traditionsgebunden und überwiegend kunsthandwerklich. Das ändert sich in der zweiten Hälfte des Jahrzehnts grundlegend: Ein Projekt zur Herstellung von spezieller „Inuit-Druckgrafik“, das im frühen Winter 1957 in Cape Dorset startete und rasch immer größere Bedeutung gewann, wurde nun von ganz neuen Elementen bestimmt: Diese Kunst verdankt ihre Entstehung überhaupt erst der Begegnung der Inuit mit der europäisch beeinflussten Kultur Kanadas, ist also ebenfalls wie die Töpferei nur möglich durch „importierte Technik“.

### Wandbehänge, künstlerische Puppen

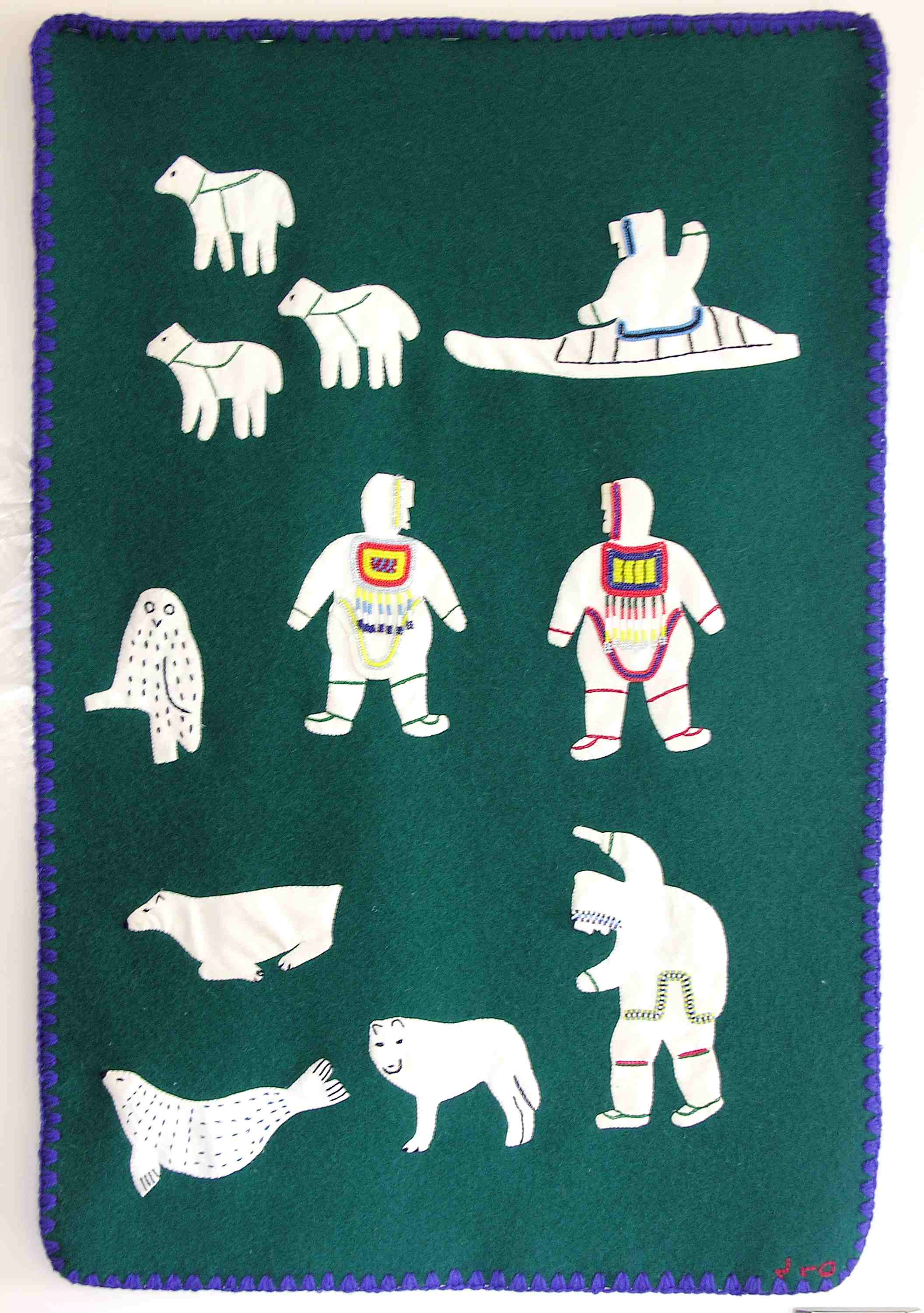
Julia Pingushat (* 1948, Arviat): Wandbehang (1995)

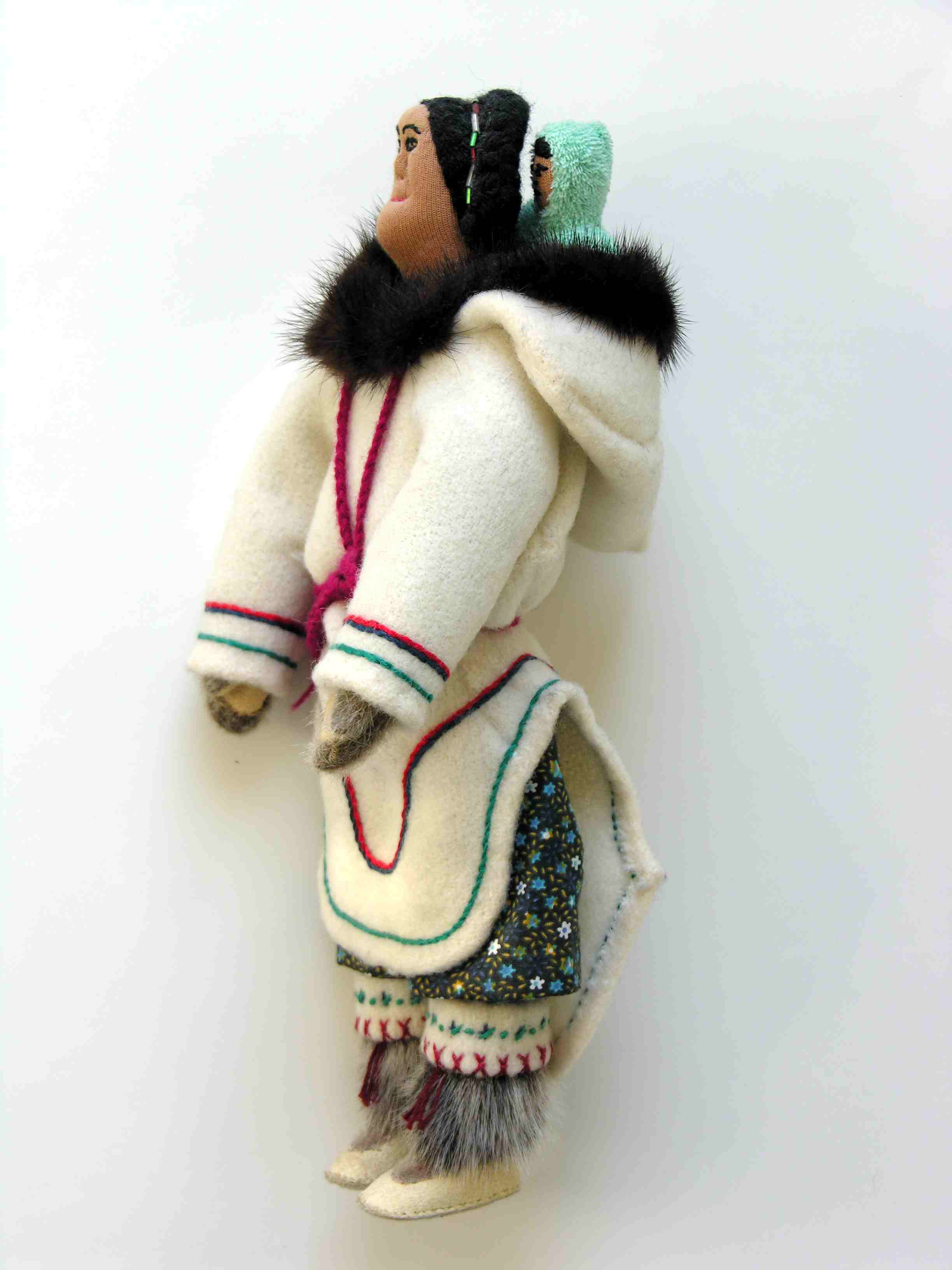
Annie Manning (* 1953, Cape Dorset): Inuit-Puppe (1995)

Ergänzend zu den traditionellen Rohstoffen Fell und Leder brachte der Kontakt mit den Europäern den Inuit neue Materialien für ihre Arbeiten, vor allem Stoffe für Besatz und Glasperlen als Schmuck. Mit dem Umzug in Siedlungen entstanden erstmals künstlerische Wandbehänge – Zierstücke dieser Art wurden ja im Camp bis dahin nicht gebraucht. Ebenso wie die kunstvollen Puppen, welche die Inuit-Frauen gestalteten, bestehen die Wandbehänge überwiegend aus Düffel und Filz mit verschiedenartigen Applikationen aus denselben Materialien oder auch aus dem traditionellen Leder oder Fell. In der Siedlung Pangnirtung (Panniqtuuq) entwickelte sich eine ganz besondere Art von künstlerischer Gestaltungsweise: Nach eigenen, traditionelles Kulturgut wiedergebenden Zeichnungsvorlagen weben Inuit-Frauen an aus dem Süden eingeführten Webstühlen wollene Wandteppiche, die längst weltweit bei Sammlern auf großes Interesse stoßen.

## Kunst als Faktor für Wertschöpfung
Zeitgenössische Inuit-Kunst hätte sich auf dem Kunstmarkt wohl kaum ohne die Einrichtung von lokalen Kooperativen so durchsetzen können, dass sie heute als bedeutender Wertschöpfungsfaktor für Nunavut gilt. Diese meist unter dem Management von Weißen aus dem Süden stehenden Kooperativen verbanden erfolgreich wirtschaftliches Denken mit traditionellen Werten und Tätigkeiten.
Schon lange hat der Vertrieb von Serpentinskulpturen, Grafik und Wandbehängen dem Handel mit Jagderzeugnissen (Felle, Geweihe, Elfenbeinstoßzähne) den Rang abgelaufen; die Jahresumsätze auf dem Handelssektor Kunst und Kunsthandwerk haben längst den zweistelligen Millionenbereich erreicht (2017 rund 30 Millionen Euro). Vermutlich haben sich in nur wenigen Regionen auf der Erde Kunst und Kunsthandwerk anteilig zur Bevölkerung zu einem derart bedeutenden Wertschöpfungsfaktor entwickelt wie in dem rund 30.000 Einwohner zählenden Territorium Nunavut.

### Generationen von Inuit-Künstlern
- Gewöhnlich bezeichnet man heute die Künstlergeneration, die sich gegen Ende der 1940er Jahre mit viel Schwung und großem Engagement der Entwicklung einer aus der Tradition geborenen, neuartigen Inuit-Kunst verschrieb, als 1. Generation zeitgenössischer Inuit-Künstler. Eine strenge Abgrenzung besteht zwar nicht, doch handelte es sich hierbei im Wesentlichen um Inuit, die in den letzten Jahren des 19. Jahrhunderts und in den ersten drei Jahrzehnten des 20. Jahrhunderts geboren wurden; sie waren 1950 zwischen 20 und 60 Jahren alt.
- Als 2. Generation sieht man, wiederum nur grob gefasst, die Geburtsjahrgänge zwischen 1935 und 1965 an.
- Die später Geborenen bilden die 3. Generation. Hinsichtlich der zukünftigen Entwicklung muss sich noch erweisen, ob Kreativität und künstlerische Ausdrucksstärke der Anfangsphase unvermindert erhalten bleiben, sich selektiv ausformen oder in opportunistischen Modetrends versinken.

### Zentren zeitgenössischer Inuit-Kunst

#### Kunstzentrum Cape Dorset (Kinngait)
Eine herausragende Rolle bei der eruptiven Entwicklung künstlerischen Gestaltens in der Arktis spielte die Siedlung Kinngait (ehemals Cape Dorset, Nunavut-Region Qikiqtaaluk) mit einer großen Zahl von Künstlern, welche die Geschichte der zeitgenössischen Inuit-Skulptur mit formal meist dramatischen Arbeiten, die heroische, elegante und spielerische Züge annehmen können, wesentlich beeinflusst haben. Kaum eine andere Siedlung ließ sich so intensiv wie Cape Dorset von der neuen Kunst gefangen nehmen und gab so starke Impulse an andere Kommunen weiter. Dabei glich die Situation in Cape Dorset an der Südwestküste der Baffininsel anfangs durchaus der auf der gegenüberliegenden Seite der Hudsonstraße, d. h. der im arktischen Teil der Provinz Québec, dem heutigen Nunavik. Das Schnitzen von Skulpturen aus Stein war Männerarbeit; sie dabei allenfalls gelegentlich beim Polieren der Oberfläche von Kindern und Frauen unterstützt. Die Frauen trugen dagegen mit Näharbeiten und dem Flechten von Körben zur Einkommensverbesserung bei. Lange sollte das jedoch nicht so bleiben, und auch die Frauen wandten sich der Kunst des Steinschnitzens zu.

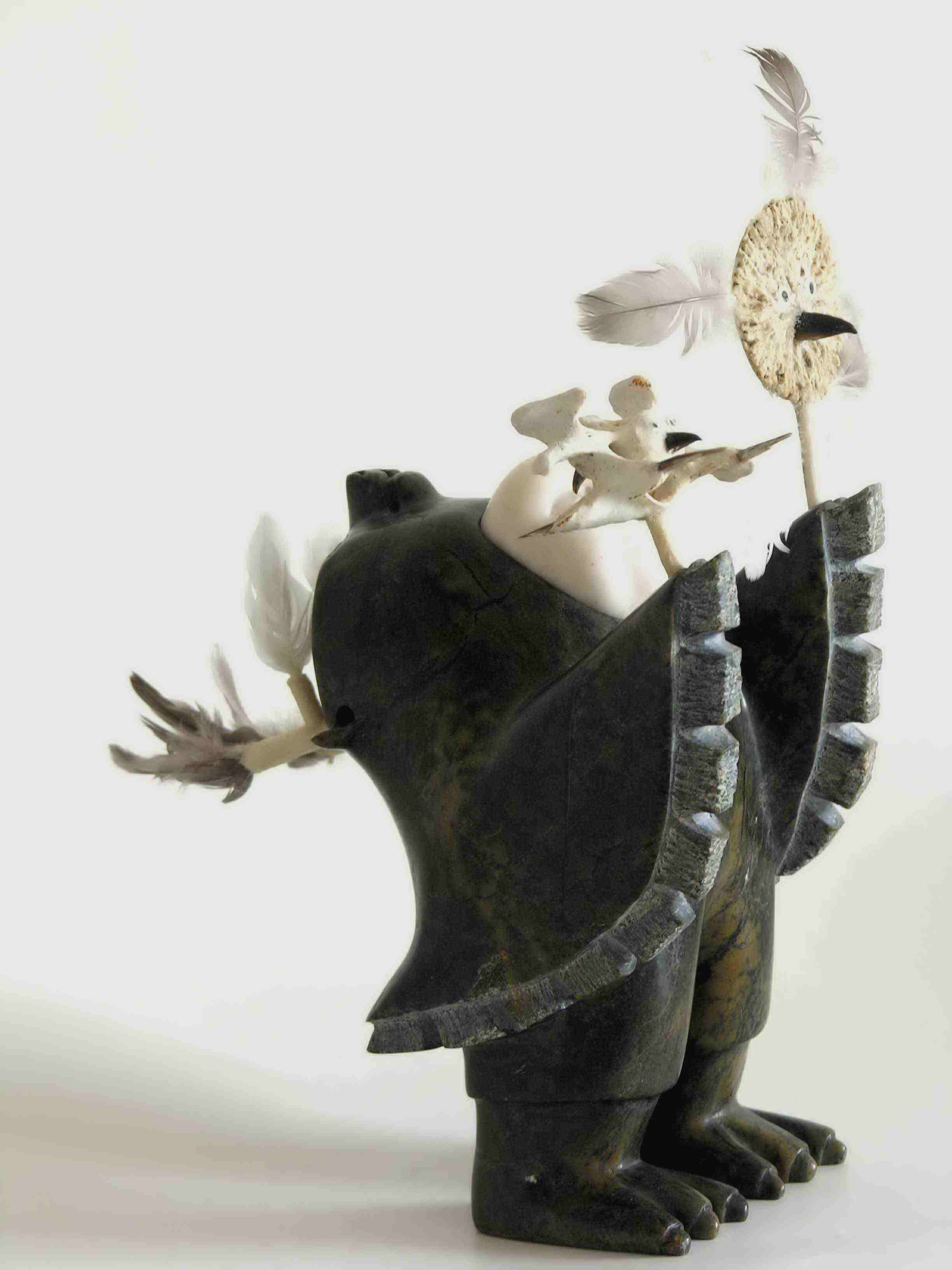
Pallaya Qiatsuq (* 1965, Cape Dorset): Angakkuq, Schamane (1999)
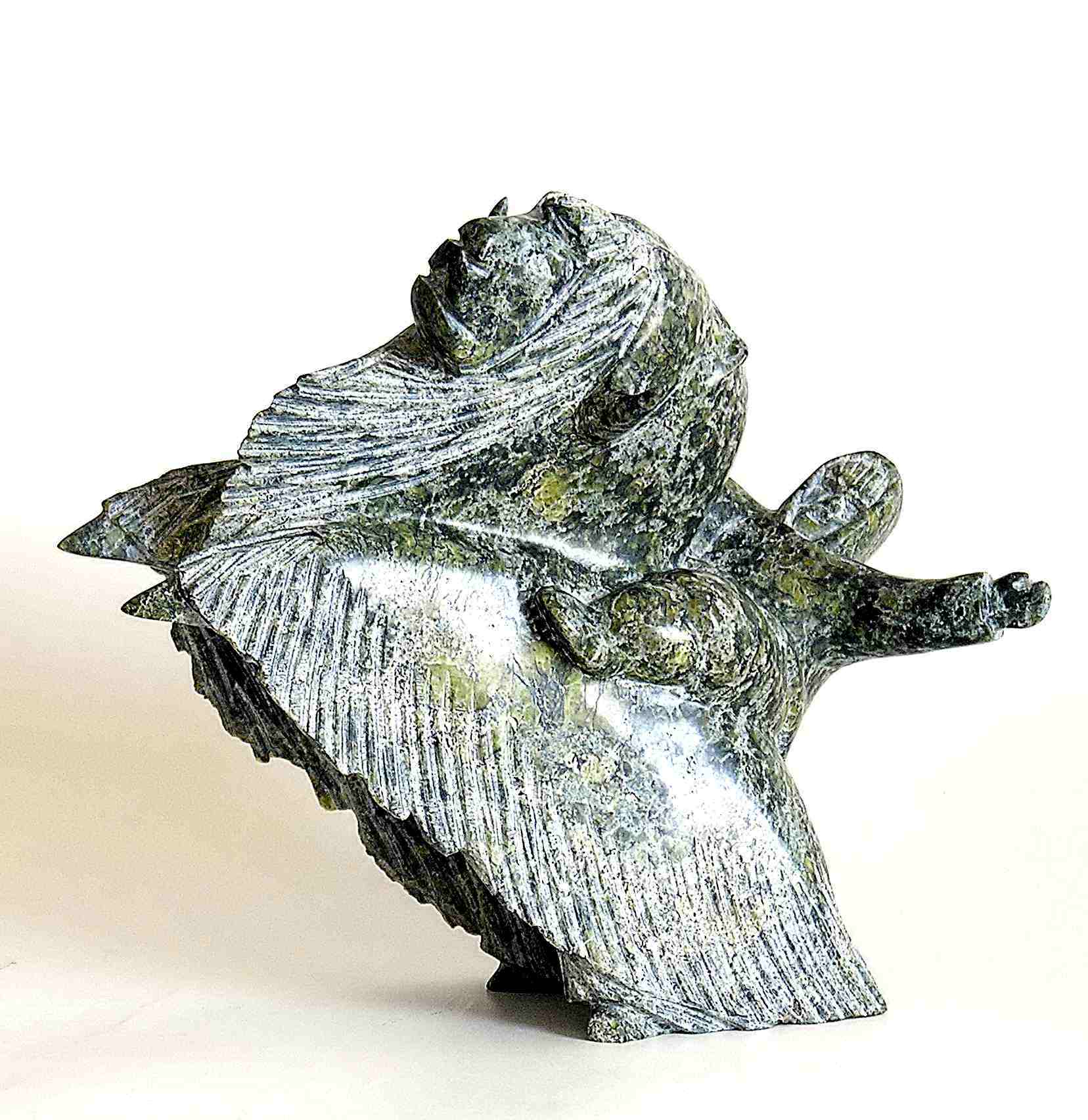
Qiatsuq Shaa (1971–1998, Cape Dorset): Einen Moschusochsen zähmender Mann (1997)
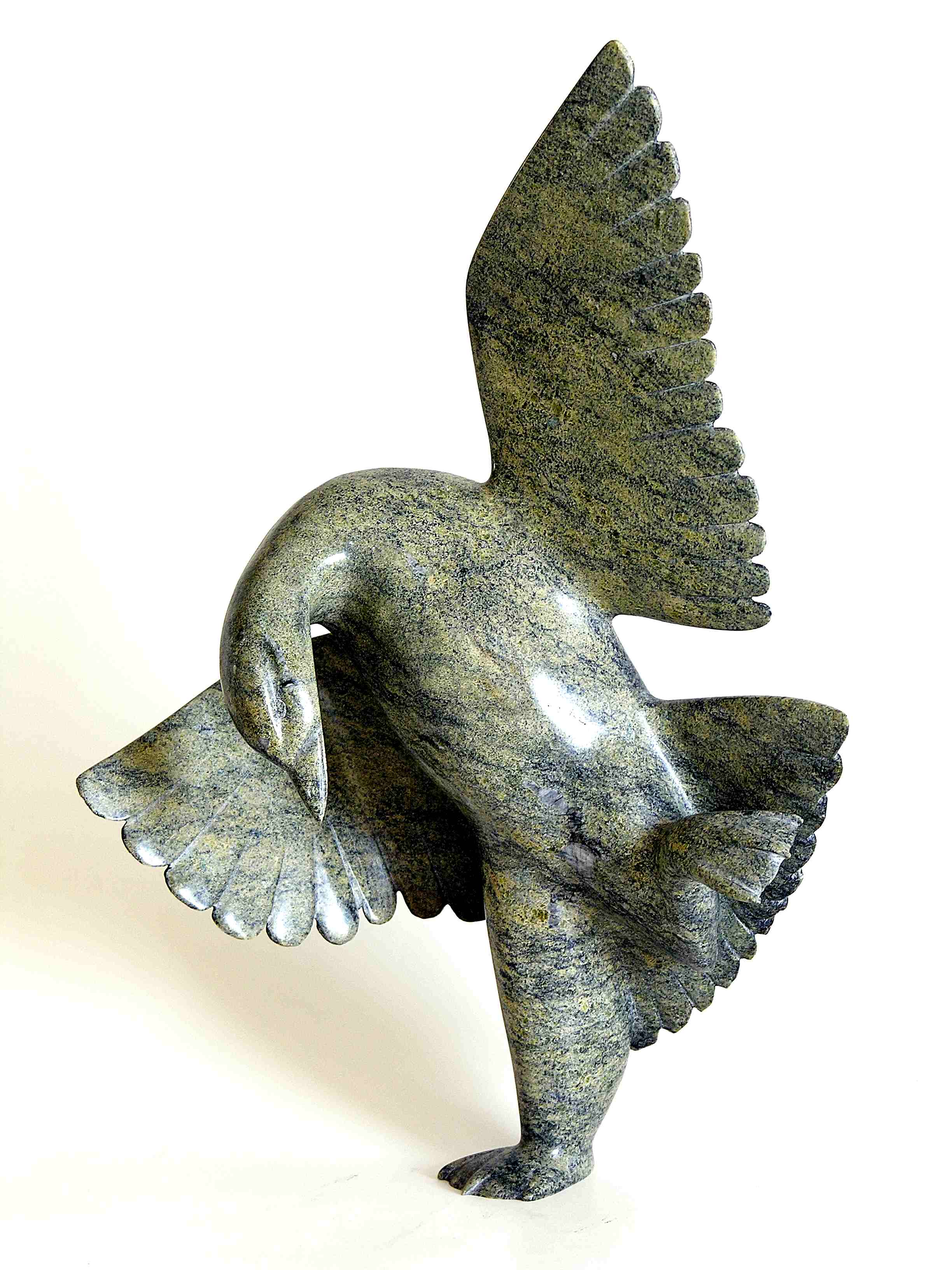
Qiatsuq Shaa (1971–1998, Cape Dorset): Tanzende Gans (1997)
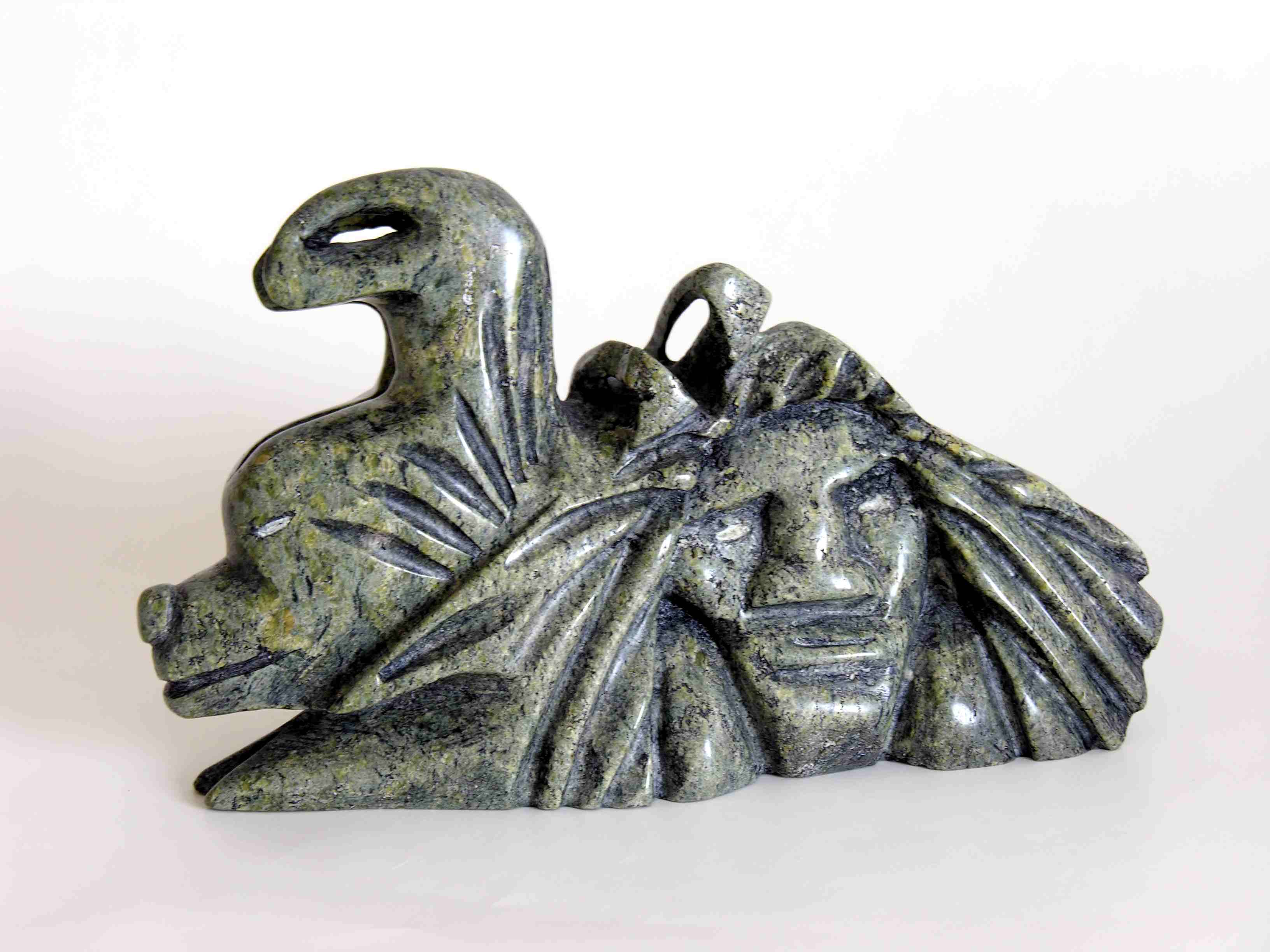
Tytusie Tunnillie (* 1974, Cape Dorset): Transformation (1996)

Den Grundstock für die Bedeutung der Siedlung Cape Dorset auf dem Kunstsektor legte James A. Houston, der das ungewöhnlich große Potenzial an künstlerischer Begabung und Kreativität bei den Inuit erkannte und sich mit seiner Frau Alma 1951 als Regierungsbeauftragter (in Zusammenarbeit mit der Canadian Art Guild) für ein Jahrzehnt hier niederließ. Mit dem Ziel, den seither nur vom Jagen lebenden Inuit neue Aufgaben zu stellen, die ihnen wenigstens einen gewissen Grad von wirtschaftlicher Unabhängigkeit gewähren sollten, förderte Houston zunächst das Gestalten ausdrucksvoller Skulpturen, wobei als Rohstoffe vor allem Serpentin, Serpentinit und Marmor dienten, die in nahe gelegenen Steinbrüchen mit primitiven Mitteln im Tagebau gewonnen wurden, daneben Materialien tierischen Ursprungs wie Teile von Karibugeweihen und gelegentlich Walross-Elfenbein.

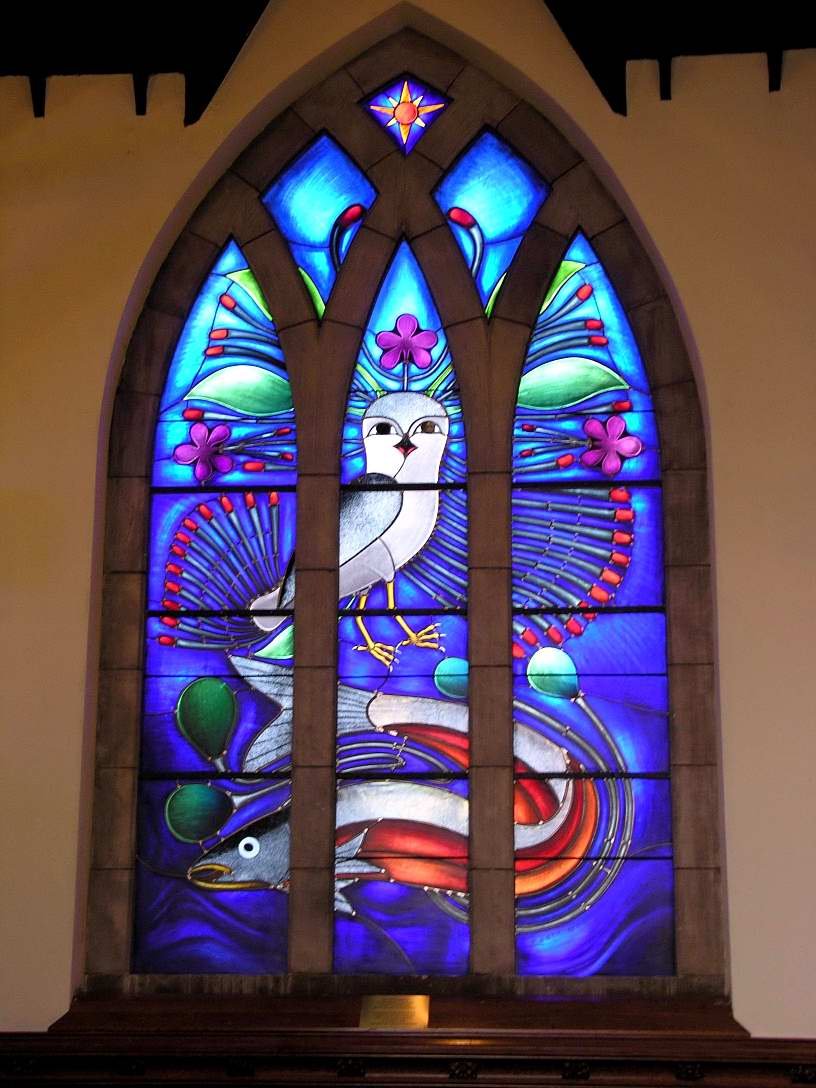
Kirchenfenster der John Bell Chapel des Appleby Colleges in Oakville bei Toronto, 2004 von Kenojuak Ashevak entworfen

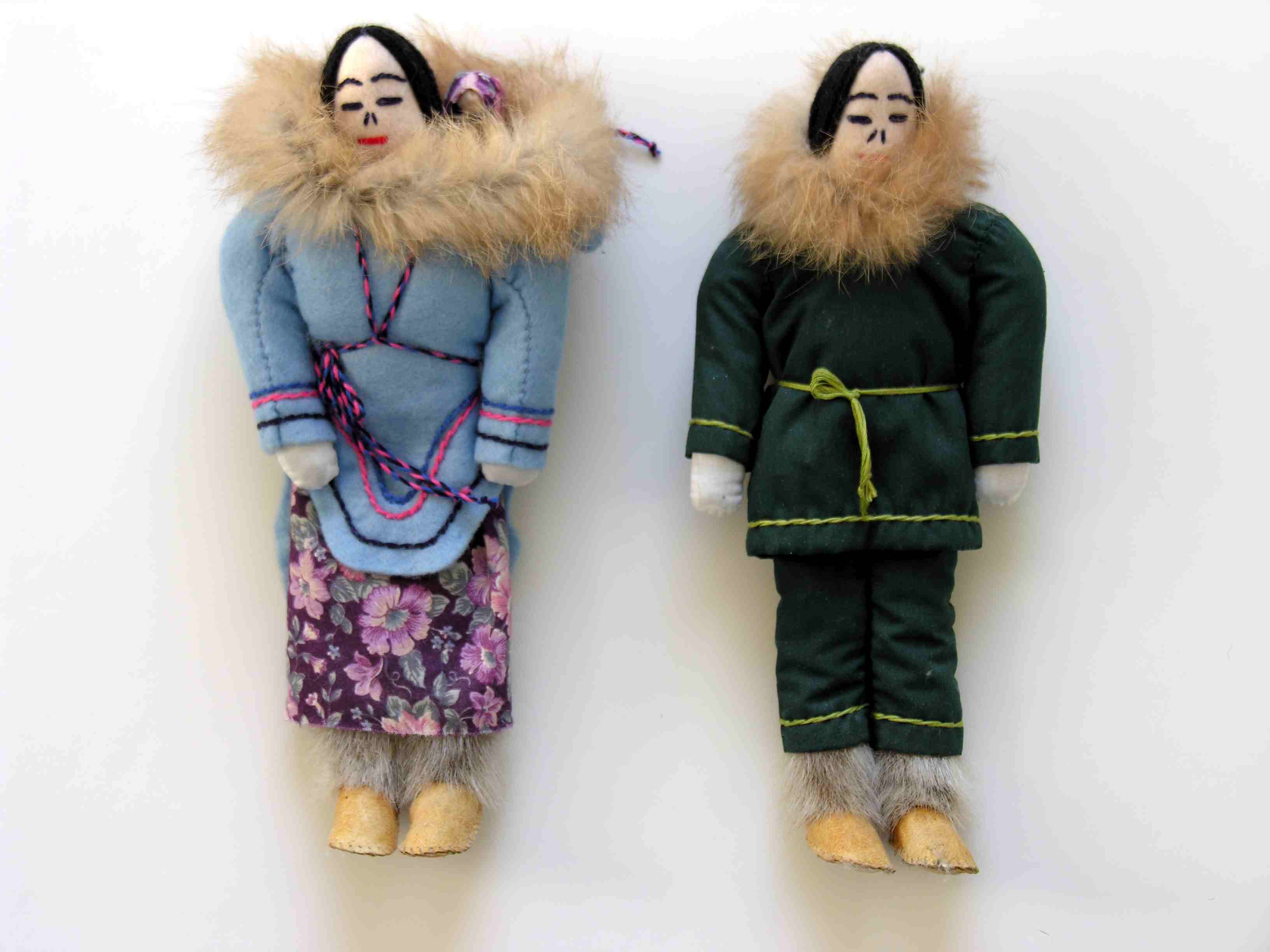
Annie Ainirlik Parr (* 1961, Cape Dorset): Männliche und weibliche Puppe (1998)

Ende der fünfziger Jahre wurde den Inuit der Zugang zur Technik grafischen Arbeitens erschlossen. Die für sie neue Kunst der Lithografie oder richtiger des dem Linolschnitt ähnelnden Steinschnitts fand bei ihnen rasch großen Anklang und ließ diesen Kunstzweig auf nicht geahnte Weise erblühen – zunächst in Cape Dorset, doch breitete sich dessen Kenntnis rasch in den gesamten Nordwest-Territorien (heute Nunavut und restliche Nordwest-Territorien) sowie im Gebiet von Nunavik (Provinz Québec) aus.
Initiator war auch hierbei James Houston, der die Bewohner von Cape Dorset unter unermüdlichem persönlichem Einsatz vor allem mit dem Zeichnen auf Papier und mit den aus Europa und Japan stammenden Techniken vertraut machte. Solche Papierzeichnungen, die in der Folgezeit als Grundlage für Steinschnitte und Radierungen dienten, fanden zwar bei den ersten Drucken auch schon Anwendung. In erster Linie boten sich jedoch die kontrastreichen und eindrucksvollen Dekorationen handgearbeiteter Karibu- und Robbenfelltaschen und die traditionellen Schmuckzeichnungen auf Elfenbeingegenständen für das Umsetzen in Grafiken auf Papier an.
Neben den ehedem als Jäger und Fischer tätigen männlichen Künstlern beschäftigten sich nun auch viele Frauen mit den für sie neuen Tätigkeiten, worin sie einen Weg erkannten, zum Unterhalt der Familie beizutragen. In den bearbeiteten Themen schlug sich vielfach der ganze Schatz mündlich überlieferter Erzählungen und Mythen nieder; es entstanden sowohl narrative als dekorativ-künstlerische Dokumente der Inuit-Kultur.
In Cape Dorset entwickelte sich auf diese Weise ein hervorragendes Kunstzentrum für Steinskulpturen und Druckgrafik. Den Vertrieb übernahm anfangs die HBC, die einzige Handelsgesellschaft am Ort, ehe sie 1962 von einer den Inuit selbst gehörenden Vertriebsorganisation abgelöst wurde, der West Baffin Eskimo Co-operative, die von Terry Ryan als Nachfolger James Houstons mit großem Erfolg bis zur Jahrtausendwende geleitet wurde. Ihr verdanken die Künstler, dass sie sich auch international in namhaften Galerien durchsetzen konnten, und dass heute ihre Werke in bedeutenden Museen auf der ganzen Welt zu sehen sind.
International anerkannte Künstler aus Cape Dorset sind u. a.:
1. Generation: Parr (1893–1969), Peter Pitsiulak (1902–1973), Pitsiulak Ashuna [Ashoona] (1904–1983), Itidluie Itidluie (1910–1981), Abraham Itungat (1911–2000), Pauta Saila (1916–2009), Padluq Pudlat (1916–1993), Usuituk Ipilie (1922–2005), Miaji Pudlat (1923–2001), Kenojuak Ashevak (1927–2013), Qaqaq Ashuna (1928–1996), Lukta Qiatsuq (1928–2004), Kiugak Ashuna (1933–2014);
2. Generation: Kananginak Putuguk [Pootoogook] (1935–2010), Aqjangajuk Shaa (* 1937), Napatsi Putuguk (1938–2002), Kellypalik Qimirpik (1948–2017), Umalluq Usutsiaq (1948–2014), Nuna Parr (* 1949), Uvilu Tunnillie (1949–2014), Uqituq Ashuna (* 1952), Arnaguq Ashevak (1956–2009), Qavavau Manumie (* 1958), Taqialuk Nuna (* 1958), Adamie Ashevak (* 1959), Pallaya Qiatsuq (* 1965);
3. Generation: Cie Putuguk (* 1967), Annie Putuguk (* 1969), Tunu Sharky (* 1970), Tytusie Tunnillie (* 1974)

#### Baker Lake (Qamanittuaq)

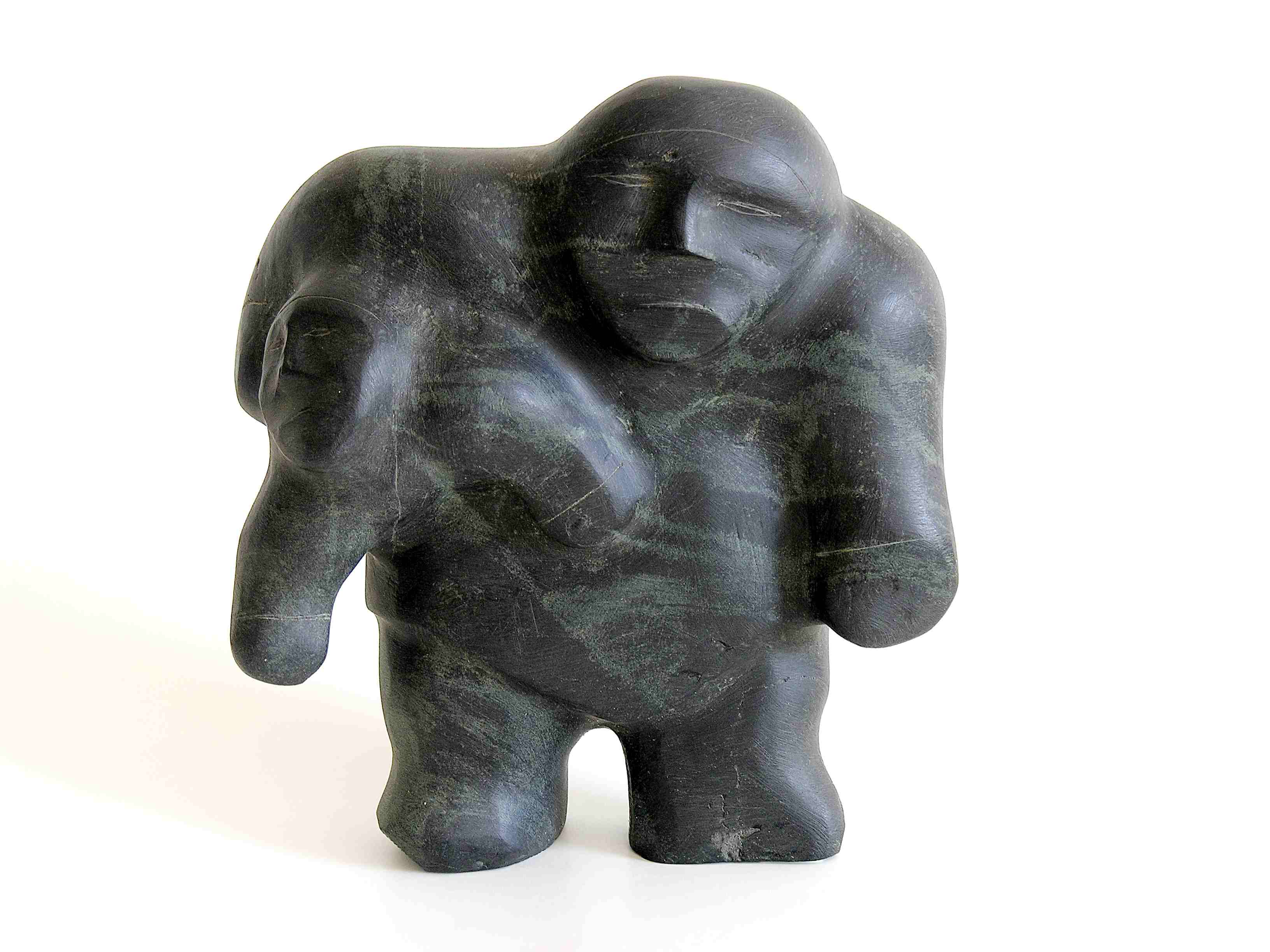
Barnabus Arnasungaaq (1924–2017, Baker Lake): Mann mit Kind (1999)

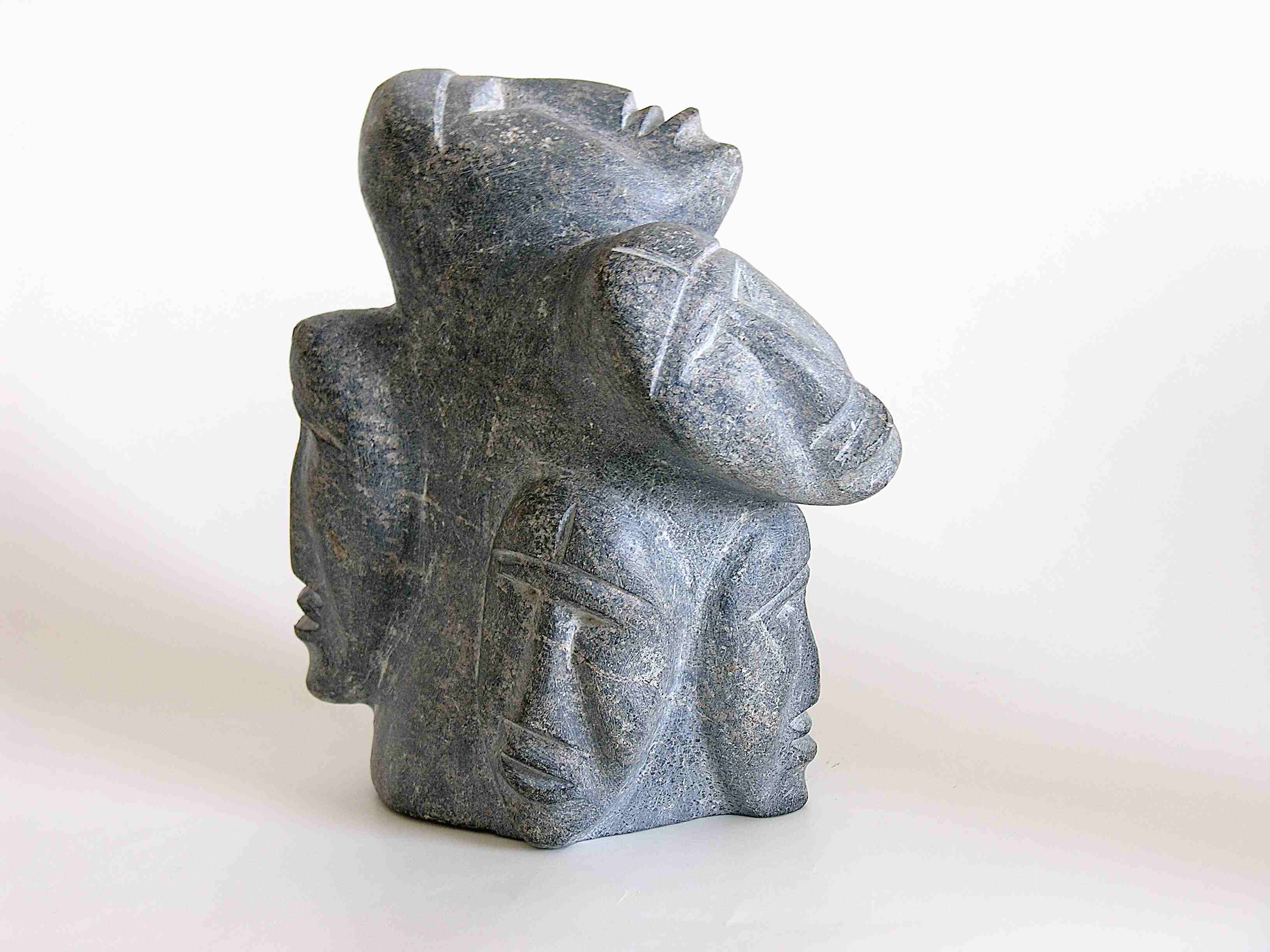
Joy Kiluvigyuak Hallauk (1940–2000, Arviat): Köpfe, Niaquit (1994)

Neben Cape Dorset nimmt die Siedlung Baker Lake in der Kivalliq-Region einen hervorragenden Rang bezüglich der Gestaltung von Kunstobjekten ein. Die Förderung der Künstler und die Entwicklung spezieller Projekte hat hier etwas später, nämlich in der Mitte der 1960er Jahre, begonnen, sich dann aber rasch sehr breit durchgesetzt. Typisch für die dort gefertigten Skulpturen ist graues oder schwarzes Serpentin-Material, dessen Struktur und große Härte Gestalt und Motive mit bestimmen. Diese zeigen eher archaische Formen und zeichnen sich durch Dynamik und charakteristische figurative Strukturelemente aus; überflüssige Details sind kaum zu finden. Sehr verbreitet ist das Moschusochsen-Motiv, wofür die Arbeiten von Barnabus Arnasungaaq beispielhaft sind.
Grafisches Arbeiten nahm 1970 seinen Anfang. Zu dieser Zeit begannen auch Jack und Sheila Butler Textilkunst – in erster Line Wandbehänge – zu fördern, für die Baker Lake heute sehr bekannt ist.
Auch in den unmittelbar an der Hudson Bay gelegenen Kivalliq-Siedlungen Rankin Inlet, Whale Cove und Arviat (ehem. Eskimo Point) werden archaische Formen bevorzugt. Anders als in Baker Lake tendiert die künstlerische Darstellung aber, wie verschiedene Autoren meinen, mehr zur Abstraktion, was allerdings für Textilarbeiten (Wandbehänge) nicht uneingeschränkt gilt und auch nicht für Töpferarbeiten aus Rankin Inlet.
International anerkannte Künstler aus der Kivalliq-Region sind u. a.:
- Arviat: Luke Anautalik (1932–2006), Martina Pisuyui Anui [Anoee] (* 1933), Lucy Tassiur Tutswituk (1934–2012), Joy Kiluvigyuak Hallauk (1940–2000), Julia Pingushat (* 1948), George Arluk (* 1949)
- Baker Lake: Luke Anguhadluq (1895–1982), Jessie Unaq [Oonark] (1906–1985), Luke Iksiktaaryuk (1909–1977), Marion Tuu'luuq (1910–2002), Barnabus Arnasungaaq (1924–2017), Janet Kigusiuq (1926–2005), Victoria Mamnguqsualak (* 1930), Simon Tukumi [Tookoome] (1934–2010), Tuna Iquliq (* 1935), Irene Avaalaaqiaq (* 1941; vor allem Wandbehänge)
- Rankin Inlet: John Kavik (1897–1993), John Tiktak (1916–1981)

#### Pangnirtung

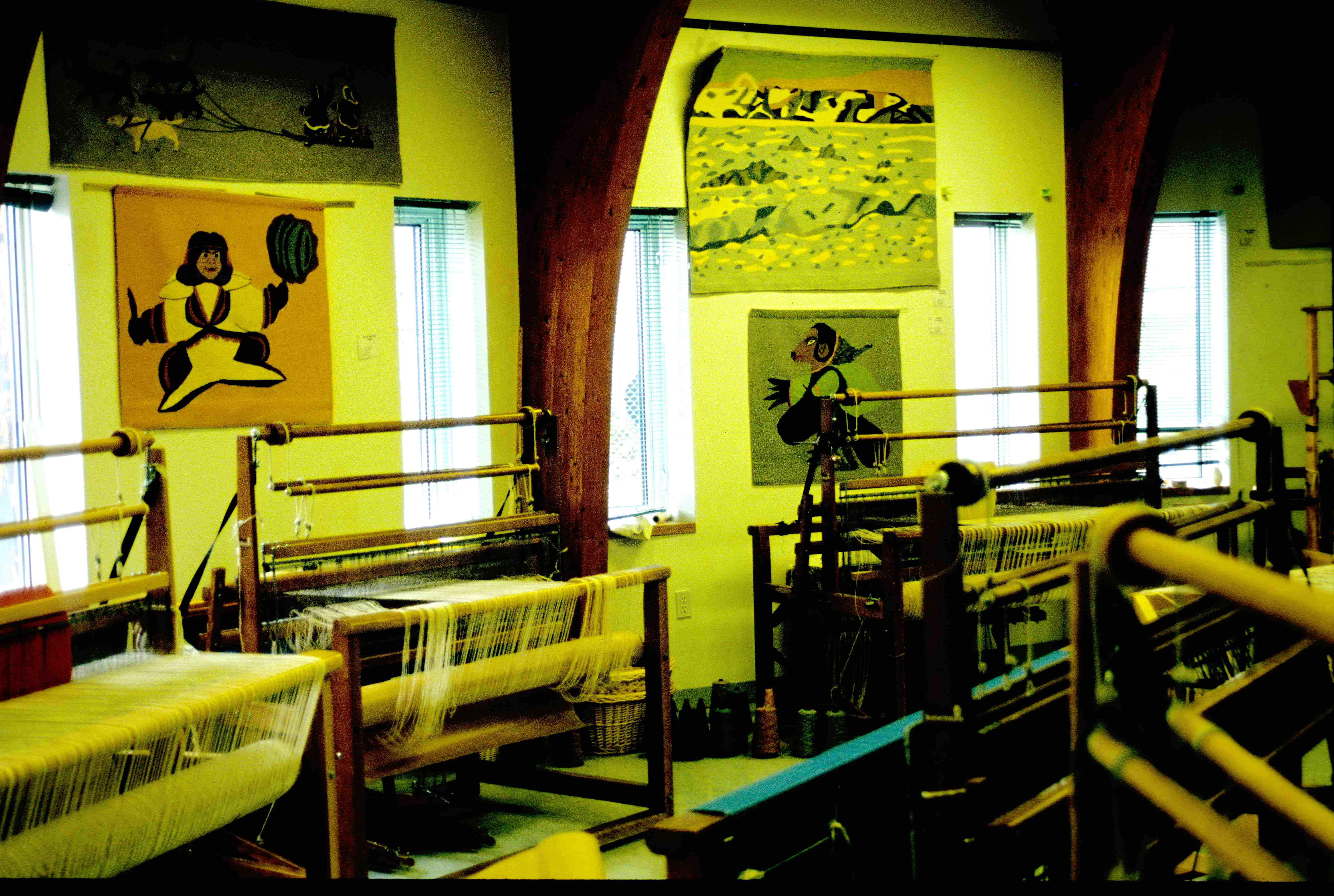
Web-Studio des Uqqurmiut-Kunstzentrums in Pangnirtung (2001)

Ein drittes Kunstzentrum entwickelte sich in der im südöstlichen Teil der Baffininsel gelegenen Siedlung Pangnirtung (Nunavut-Region Qikiqtaaluk), wo vorzugsweise ausdrucksstarke Wandbehänge im Uqqurmiut-Zentrum für Kunst und Kunsthandwerk gewebt werden, aber auch bedeutende grafische Arbeiten neben kunsthandwerklichen Gegenständen entstehen.
International anerkannte Künstler aus Pangnirtung sind u. a.:
- Elisapee Ishulutaq (* 1925), Annie Kilabuk (1932–2005), Andrew Qappik (* 1964)

#### Sonstige Inuit-Siedlungen
- Weitere Siedlungen in Nunavut, in denen talentierte Inuit-Künstler arbeiten, sind: Arctic Bay, Gjoa Haven, Sanirajak (ehem. Hall Beach), Iglulik, Iqaluit, Kimmirut (ehem. Lake Harbour), Kugaaruk (ehem. Pelly Bay), Kugluktuk (ehem. Coppermine), Pond Inlet, Qikiqtarjuaq (ehem. Broughton Island), Repulse Bay, Sanikiluaq (auf den Belcherinseln) und Taloyoak (ehem. Spence Bay);
- in den Nordwest-Territorien liegen die durch Kunst bekannt gewordenen Siedlungen Paulatuk und vor allem Ulukhaktok;
- in Nunavik, dem arktischen Teil von Québec, sind drei Siedlungen hervorzuheben: Inukjuaq, Puvirnituq (ehem. Povungnituk) und Salluit (ehem. Sugluk).

International anerkannte Künstler aus diesen Siedlungen sind u. a.:
- Gjoa Haven: Judas Ullulaq (1937–1999)
- Iglulik: Luke Airut (1942–2018), Germaine Arnaktauyuk (* 1946, jetzt in Yellowknife ansässig)
- Taloyoak: Maudie Rachel Ukittuq, (* 1944)
- Ulukhaktok: Helen Kalvak (1901–1984), Elsie Anaginak Klengenberg (* 1946)
- Paulatuk: David Ruben Piqtukun (* 1950, jetzt in Toronto ansässig), Abraham Anghik Ruben (* 1951, jetzt in Saltspring Island ansässig)
- Puvirnituq: Joe Talirunili (1899–1976), Davidialuk Alasua Amittu (1910–1976), Josie Pamiutu „Puppy“ Papialuk (1918–1996)